# Rafael Pérez Botija
Rafael Pérez Botija García (Madrid; 26 de octubre de 1949), más conocido artísticamente como Rafael Pérez-Botija, es un letrista, compositor y productor musical español. Entre los intérpretes más destacados de sus canciones se encuentran José José, Dulce, Cristian Castro, Julio Iglesias, Chayanne, Rocío Dúrcal o Massiel.

## Trayectoria artística
Componer canciones es algo natural para el maestro Pérez Botija, quien asegura que para su proceso creativo existen diferentes métodos: "La inspiración, esa idea que aparece de golpe, existe, pero tiene que ser estimulada y canalizada de diversas maneras".
Es uno de los compositores que ayudó al surgimiento de múltiples artistas del ámbito musical de habla hispana. Han interpretado sus temas para artistas como Massiel (El amor), Parchís, Vicente Fernández, Shaila Dúrcal, La Onda Vaselina, Manoella Torres, Raúl Di Blasio, Lucía Méndez, Dulce, Estela Núñez, Emmanuel, José Ángel Trelles, María del Sol, Mocedades, Rocío Banquells y Chantal.
José José coprodujo junto a Pérez Botija varios álbumes e interpretó diversos temas de su autoría, convirtiéndolos en canciones icónicas que lo colocaron en los primeros lugares de las listas de popularidad de España y Latinoamérica. Algunas de esas obras son "Preso", "Amor, amor", "Farolero", "Mi vida", "Payaso", "¿Y qué?", "Desesperado" y "Soy así" , estas últimas cinco en coautoría con María Enriqueta Ramos.
La cantante española Rocío Dúrcal popularizó "La gata bajo la lluvia", "No sirvo para estar sin ti" y "Jamás te dejaré".
Lucero hizo lo propio con "Electricidad", "Ya no", "Veleta", "Siempre contigo", también coautorías con María Enriqueta Ramos.
Otro de sus intérpretes es Enrique Iglesias, quien convirtió en éxito temas como "Cosas del amor", "Muñeca cruel", "Miente", "Trapecista" y "Tu vacío".
En México una de sus más importantes intérpretes es Dulce, a quien le compuso dos discos: Heridas (1982) y Tu muñeca (1984). De ellos se desprendieron éxitos como Heridas, Déjame volver contigo, Cara a cara, Tu muñeca, Hielo, Fui demasiado fácil, Pájaro herido, entre otros. 
"Gavilán o paloma" es una de las canciones que más satisfacciones ha otorgado a su autor, cuenta con diversas versiones como las de José José, Julio Iglesias, Chayanne, Cristian Castro y Pablo Abraira, quien la hizo muy popular en su voz.